# إدوشاطر (الساحل)
إدوشاطر هو دُوَّار يقع بجماعة أربعاء الساحل، إقليم تيزنيت، جهة سوس ماسة في المملكة المغربية. ينتمي الدوّار لمشيخة الساحل التي تضم 85 دوار. يقدر عدد سكانه بـ 28 نسمة حسب الإحصاء الرسمي للسكان والسكنى لسنة 2004.

## روابط خارجية
- البوابة الوطنية للجماعات الترابية
- المندوبية السامية للتخطيط